# Suelli
Suelli (en sardo: Sueddi) es un municipio de Italia de 1.171 habitantes en la provincia de Cerdeña del Sur, región de Cerdeña. Está situado a 40 km al norte de Cagliari.
El municipio se encuentra en una zona irregular en la subregión de la Trexenta, donde la altitud con respecto al nivel del mar oscila entre los 170 metros de mínimo y 400 de máximo. La actividad económica principal es la agropecuaria.

## Lugares de interés
Entre los edificios religiosos destaca la catedral de San Pietro, el santuario de San Giorgio di Suelli y la iglesia del Carmine. Entre los arqueológicos, el complejo nurágico de Piscu refleja la actividad humana prehistórica en el municipio.

## Traje sardo típico
El traje femenino tiene una larga falda llamada "gunnedda" decorada con rayas rojas y púrpuras. La camisa es larga, blanca, muy decorada y con bordados. El corpiño típicamente llamado en sardo "su cossu" es negro con bordes rojos y flores pintadas bordadas. Para la cabeza se utiliza un chal muy largo y negro con flores bordadas muy coloreadas. En la falda se utiliza un delantal negro y con las mismas flores que en el chal. 
El traje masculino está formado por pantalones y camisa blanca y sobre ellos se utilizan corpiño, que se llama “croppettu", y una pequeña falda negra con bordes rojos de terciopelo.

## Evolución demográfica
| Gráfica de evolución demográfica de Suelli entre 1861 y 2001 |
|                                                              |
| Fuente ISTAT - Elaboración gráfica de Wikipedia              |